# Rustenburg, Țările de Jos
Rustenburg este un sat localizat în partea vestică a Țărilor de Jos, în provincia Olanda de Nord. Administrativ aparține de comuna Koggenland.